# Acylazidy

Obecná chemická struktura acylazidu

Acylazidy jsou deriváty karboxylových kyselin s obecným vzorcem RCON3. Tyto sloučeniny, které jsou podtřídou organických azidů, jsou obecně bezbarvé.

## Příprava
Obvykle se acylazidy vytvářejí za podmínek, kdy přesmykují na isokyanáty.
Alkyl nebo arylové acylchloridy reagují s azidem sodným za vzniku acylazidů.
Acylazidy byly rovněž syntetizovány z různých karboxylových kyselin a azidu sodného za přítomnosti trifenylfosfinu a trichloroacetonitrilového katalyzátoru ve vynikajících výtěžcích za mírných podmínek. Další způsob přípravy začíná reakcí alifatických a aromatických aldehydů s azidem jodným, který vzniká z azidu sodného a chloridu jodného v acetonitrilu.

## Využití
Při Curtiově přesmyku vznikají z acylazidů isokyanáty.
Acylazidy vznikají také při Darapského degradaci.